# Наро-Фоминская улица (Москва)
На́ро-Фоми́нская улица — улица в районе Солнцево Западного административного округа Москвы.

## Описание
Улица появилась при строительстве микрорайона в 1959—1960 гг. трестом «Севводстрой» для рабочих-строителей Западной водопроводной станции. Пролегает от Боровского проезда до Попутной улицы.

## Происхождение названия
Улица Дружбы, именовавшаяся в городе Солнцево, переименована в Наро-Фоминскую улицу 10 сентября 1984 года одновременно с входом города Солнцева в состав Москвы в честь подмосковного города Наро-Фоминска. Название перенесено с ныне упразднённой одноимённой улицы в Тропарёве, которая до 1966 г. именовалась Школьной.

## Транспорт
Станция «Солнечная».
Общественный городской транспорт по Наро-Фоминской улице не проходит. На Попутной улице расположены остановки автобусов 330, 707, 734, 750, 862, 881, 950, Sk3.